# セルゲイ・ビリュゾフ
セルゲイ・セミョーノヴィチ・ビリュゾフ（ロシア語: Серге́й Семёнович Бирюзо́в、1904年8月8日 - 1964年10月19日）は、ソビエト連邦の軍人。1922年9月から1964年10月まで軍務にあった。

## 来歴

### 初期
1904年8月8日にロシア帝国のリャザン県スコピンに誕生した。1922年9月に赤軍に入隊し、1926年に全ロシア中央執行委員会軍事学校、1937年10月にM.V.フルンゼ軍事アカデミーを卒業した。1926年9月から1929年12月まで小隊長、1930年2月に中隊長、その後は大隊長を歴任した。1937年10月に狙撃師団参謀長、1938年4月にハリコフ軍管区参謀部作戦課長、1939年8月から狙撃師団長となった。

### 第二次世界大戦期
独ソ戦の時にビリュゾフの師団は、南西及びブリャンスク戦線で戦闘行動を行った。1942年4月からブリャンスク戦線第48軍参謀長、同年11月にスタフカ予備として編成された第2親衛軍の参謀長に任命され、冬の嵐作戦を発動したドイツ軍の撃破計画を立案した。
1943年4月から南部戦線（10月20日から第4ウクライナ戦線）参謀長となり、ドンバス・北タヴリア・クリミアの解放作戦を組織した。1944年5月から第3ウクライナ戦線参謀長となり、ヤッシー・キシニョフ攻勢作戦の計画立案に参加した。同年10月から第37軍司令官とブルガリア軍附属主任軍事顧問となり、1958年2月に第二次世界大戦の時の功績に対して、ソ連邦英雄の称号が授与された。

### 第二次世界大戦後
1946年4月から1947年6月まで南方軍集団総司令官と駐ブルガリア連合国監督委員会副議長、1947年6月から1953年6月まで沿海軍管区司令官、1953年6月から1954年5月まで中央軍集団総司令官、1954年5月から1955年3月まで祖国防空軍第一副総司令官、1955年3月から1962年4月まで祖国防空軍総司令官及び国防次官、1962年4月から1963年3月まで戦略ロケット軍総司令官及び国防次官、1963年3月から1964年10月までソビエト連邦軍参謀総長及び国防第一次官を歴任した。なお第2期・第4期から第6期の最高会議代議員であった。
1964年10月19日にベオグラード近郊の航空機事故により、60歳で死去した。遺体はモスクワに埋葬された。